# Glenea proximoides
Glenea proximoides är en skalbaggsart som beskrevs av Stefan von Breuning 1958. Glenea proximoides ingår i släktet Glenea och familjen långhorningar.
Artens utbredningsområde är Ghana. Inga underarter finns listade i Catalogue of Life.